# Annam-Muntjak
Der Annam-Muntjak (Muntiacus truongsonensis) ist eine Hirschart aus der Gattung der Muntjaks. Er wurde erstmals im Jahr 1997 anhand von Geweih- und Schädelfunden aus Vietnam vorgestellt. Gleichzeitig vorgenommene DNA-Analysen bestätigten die Eigenständigkeit der Art. Eine genauere Beschreibung erfolgte im Jahr 1998. Die Tiere zeichnen sich durch eine geringe Körpergröße, ein dunkles Fell und durch ein sehr kurzes und einfaches Geweih aus. Über die Lebensweise liegen keine Informationen vor, ebenso wenig über die Gefährdung des Bestandes.

## Merkmale
Der Annam-Muntjak gehört zu den kleinsten Muntjak-Arten, es liegen aber keine spezifischen Körpermaße vor. Er ist ungefähr 15 kg schwer, die Schulterhöhe beträgt vermutlich rund 40 cm. Die Tiere sind damit kleiner als der Indische Muntjak (Muntiacus muntjak). Das Fell zeichnet sich durch eine schwärzliche Farbgebung aus. Der Schwanz ist kurz und breit, schwarz getönt auf der Oberseite und weißlich auf der Unterseite. Charakteristische Merkmale finden sich in der Geweihausprägung. Dieses ist auffallend kurz, die Rosenstöcke erreichen nur rund 3,6 cm Länge, die Stange ist unverzweigt, so dass kein Augspross vorkommt, und rund 2 cm lang bei einem Umfang von 2,2 bis 2,7 cm. Die Spitzen stehen gut 6,3 cm auseinander. Der Schädel ist kürzer als beim Indischen Muntjak. Die obere und untere Backenzahnreihe vom ersten Prämolaren bis zum letzten Molaren beträgt 5,2 beziehungsweise 6 cm in der Länge, die Mahlzähne nehmen davon jeweils mehr als die Hälfte ein. Auffallend ist der geringe Unterschied in der Eckzahngröße zwischen männlichen und weiblichen Tieren. Bei ersteren wird er rund 3 cm lang, bei letzteren rund 2,5 cm. Der Geschlechtsdimorphismus bezüglich der Eckzähne ist dadurch deutlich geringer ausgeprägt als etwa beim Riesenmuntjak (Muntiacus vuquangensis).

## Verbreitung und Lebensraum

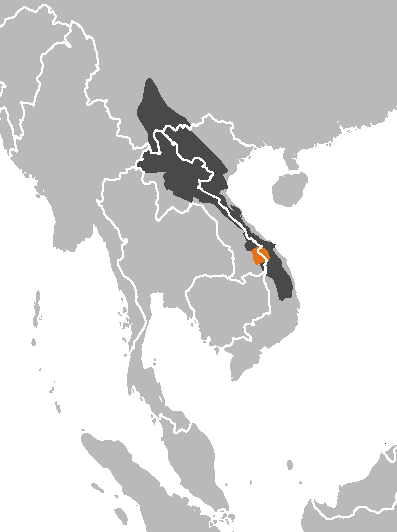
Verbreitungsgebiet des Annam-Muntjaks:
Bekannte Verbreitung
Vorkommen unsicher

Die genaue Ausdehnung des Verbreitungsgebietes des Annam-Muntjak ist noch ungeklärt. Ursprünglich wurde die Art anhand von Schädelfunden von drei verschiedenen Lokalitäten in der zentralvietnamesischen Provinz Quảng Nam beschrieben, spätere genetische Studien bestätigten auch ihre Anwesenheit in Laos. Kamerafallen geben bisher ungesicherte Hinweise auf ein Vorkommen nach Norden bis in das südliche China. Nach Aussagen lokaler Jäger im zentralen Vietnam nutzt der Annam-Muntjak dichte und feuchte, teils sekundäre tropische Regenwälder in höheren Lagen. Möglicherweise beschränkt er sich auf Höhenlagen von 1000 m über dem Meeresspiegel.

## Lebensweise
Wie andere Muntjaks ernährt sich der Annam-Muntjak wohl von Blättern und Früchten. Über die Lebensweise liegen ansonsten keine spezifischen Informationen vor.

## Systematik
Der Annam-Muntjak ist eine Art aus der Gattung der Muntjaks (Muntiacus) innerhalb der Familie der Hirsche (Cervidae). Innerhalb der Hirsche werden die Muntjaks zur Unterfamilie der Cervinae und zur Tribus der Muntjakhirsche (Muntiacini) gezählt. Letztere schließen zusätzlich noch den Schopfhirsch (Elaphodus) ein. Die Muntjakhirsche wiederum bilden das Schwestertaxon zu den Echten Hirschen (Cervini). Als charakteristische Kennzeichen der Muntjaks können das einfach gebaute Geweih und der in der Regel bei männlichen Tieren vergrößerte Eckzahn genannt werden. Alle bekannten Vertreter sind Waldbewohner. Das genaue Verwandtschaftsverhältnis der verschiedenen Muntjak-Vertreter zueinander ist noch nicht restlos geklärt, ebenso wie die Anzahl der Arten. Eine Revision der Huftiere aus dem Jahr 2011 durch Colin P. Groves und Peter Grubb verweist den Annam-Muntjak in eine unbenannte Verwandtschaftsgruppe zusammen mit dem Riesenmuntjak (Muntiacus vuquangensis), dem Vietnam-Muntjak (Muntiacus puhoatensis), dem Burma-Muntjak (Muntiacus putaoensis) und dem Roosevelt-Muntjak (Muntiacus rooseveltorum). In dieser Gruppe sind somit die Muntjaks des südostasiatischen Festlands vereint, sie wird mitunter auch als „Muntiacus rooseveltorum-Artkomplex“ bezeichnet. Der Gruppe stehen die Muntiacus muntjak-, die Muntiacus reevesi- und die Muntiacus crinifrons-Gruppe zur Seite. Die Unterscheidung erfolgte weitgehend auf anatomischer Basis, teilweise aber auch über genetische Daten.
Eine erste genetische Untersuchung des Annam-Muntjaks im Jahr 1998 erbrachte eine nahe Verwandtschaft mit dem Riesenmuntjak und dem damals noch nicht wissenschaftlich vorgestellten Vietnam-Muntjak (ausgewiesen als „new undescribed (Vietnam)“ mit Probenmaterial aus der Provinz Nghe An), sowie einer weiteren unbeschriebenen Form aus Laos (ausgewiesen als „new in press (Laos)“). Während sich die Authentizität des Materials des Vietnam-Muntjaks bisher nicht verifizieren ließ und eine mögliche Synonymität mit dem Roosevelt-Muntjak nicht ausgeschlossen werden kann, bestätigten spätere molekulargenetische Analysen die Verwandtschaft des Annam-Muntjaks mit dem Riesenmuntjak und gruppierten beide zusammen mit dem Burma-Muntjak und dem Roosevelt-Muntjak. Nach umfassenderen neueren genetischen Untersuchungen besteht die Gattung der Muntjaks aus zwei Kladen. In der ersten sammelt sich neben dem Annam-Muntjak auch der Riesenmuntjak sowie der Chinesische Muntjak (Muntiacus reevesi), der Roosevelt-Muntjak und der Burma-Muntjak. Die zweite wird durch den Indischen Muntjak (Muntiacus muntjak), den Tenasserim-Muntjak (Muntiacus feae), den Borneo-Muntjak (Muntiacus atherodes) und den Schwarzen Muntjak (Muntiacus crinifrons) gebildet. Der Annam-Muntjak zeigt somit insgesamt nicht nur ein engeres Verwandtschaftsverhältnis mit anderen kleinwüchsigen Arten des südostasiatischen Festlands, sondern auch mit dem größten bisher bekannten Gattungsvertreter.
Der Annam-Muntjak wurde im Jahr 1997 von Pham Mong Giao und Forscherkollegen unter der Bezeichnung Caninmuntiacus truongsonensis wissenschaftlich erstbeschrieben. Die Vorstellung der neuen Art erfolgte in einer vietnamesischen Tageszeitung ohne Angaben eines Typusexemplars. Im Jahr 1998 veröffentlichte das gleiche Autorenteam eine umfassendere Beschreibung gemeinsam mit genetischen Analysen. Hierin führten sie den Annam-Muntjak unter der wissenschaftlichen Bezeichnung Muntiacus  truongsonensis und gaben als Holotyp ein ausgewachsenes männliches Individuum mit der Exemplarnummer QNM0001 an. Die zweite Publikation stellt keinen Bezug zur ersten aus dem Jahr 1997 her, basierte aber auf dem gleichen Fundmaterial. Da die Erstpublikation aus dem Jahr 1997 durch die Regularien der ICZN gedeckt wird, gilt Muntiacus truongsonensis offiziell als ein Synonym zu Caninmuntiacus truongsonensis, welcher den erstverwendeten Namen bildet. Der Artname truongsonensis ist eine Referenz auf das Truong-Son-Gebirge als Typusregion der Art.

## Bedrohung und Schutz
Der Annam-Muntjak wird von der IUCN in die Kategorie „unzureichende Datenlage“ (data deficient) eingestuft. Es gibt keine gesicherten Informationen über die Größe des Verbreitungsgebietes und somit auch nicht über die Größe der Population. Der Verlust von Lebensräumen ist in einigen Regionen wahrscheinlich eine Bedrohung, doch der Grad der Toleranz gegenüber Fragmentierung kann noch nicht abgeschätzt werden. Die größte Bedrohung des Annam-Muntjak ist die Jagd.

## Trivia
Es existiert eine 6.500 Đồng Briefmarke von 2018 auf dem der Annam-Muntjak abgebildet ist.